# Reconvilier
Reconvilier je obec v okrese Bernský Jura v kantonu Bern ve Švýcarsku. Žije zde přibližně 2 300 obyvatel.

## Geografie
Reconvilier leží v nadmořské výšce 731 m, vzdušnou čarou 13 km západojihozápadně od města Moutier a 11 km severně od Biel/Bienne. Obec leží v údolí řeky Birs, v široké kotlině údolí Vallée de Tavannes.
Území obce o rozloze 8,2 km² pokrývá část západní části údolí Vallée de Tavannes, které je u Reconvilier široké 3 km. Mezi toky řeky Birs a jejího levého přítoku Trame se nachází několik malých kopců, včetně Haut de Spont (828 m n. m.) a Châtillon (822 m n. m.). Na úplném západě zasahuje úzký kout oblasti do pohoří Forêt de Chaindon. Na jih od nížiny Birs zasahuje území obce až k jurskému masivu Montoz, který na jižní straně lemuje celé údolí Vallée de Tavannes. Nejvyššího bodu Reconvilier se dosahuje na Montoz ve výšce 1312 m n. m.. V roce 1997 tvořila 12 % území obce zastavěná plocha, 42 % lesy a lesní porosty a 46 % zemědělství.
K obci Reconvilier patří vesnice Chaindon (769 m n. m.) na výběžku Haut de Spont západně od obce a několik jednotlivých farem. Sousedními obcemi Reconvilier jsou Tavannes, Saicourt, Saules, Loveresse, Valbirse a Péry-La Heutte.

## Historie

Letecký pohled (1949)

Již v římských dobách vedla z Aventicum (Avenches) důležitá cesta přes průsmyk Pierre Pertuis do Augusta Raurica, která protínala i území obce Reconvilier. Obec patří k nejstarším v údolí Vallée de Tavannes. Poprvé byla písemně zmíněna v roce 884 pod názvem Roconis villare jako majetek opatství Moutier-Grandval. Později se objevují názvy Roconovillare (962) a Reconwilier (1181); dochovalo se také několik německých podob názvu: Reckwiler, Rokwiler a Rogwiler. Místní jméno pravděpodobně pochází z germánského osobního jména Roca.
V roce 1225 byl Reconvilier darován opatství Bellelay. Dne 12. dubna 1777 zničil požár vesnice řadu domů. V letech 1797–1815 patřil Reconvilier k Francii a zpočátku byl součástí départementu Mont-Terrible, který byl v roce 1800 sloučen s départementem Haut-Rhin. Na základě rozhodnutí Vídeňského kongresu se obec v roce 1815 stala součástí okresu Moutier v kantonu Bern.

## Obyvatelstvo
| Vývoj počtu obyvatel | Vývoj počtu obyvatel | Vývoj počtu obyvatel | Vývoj počtu obyvatel | Vývoj počtu obyvatel | Vývoj počtu obyvatel | Vývoj počtu obyvatel | Vývoj počtu obyvatel | Vývoj počtu obyvatel | Vývoj počtu obyvatel | Vývoj počtu obyvatel | Vývoj počtu obyvatel |
| -------------------- | -------------------- | -------------------- | -------------------- | -------------------- | -------------------- | -------------------- | -------------------- | -------------------- | -------------------- | -------------------- | -------------------- |
| Rok                  | 1850                 | 1900                 | 1910                 | 1930                 | 1950                 | 1960                 | 1970                 | 1980                 | 1990                 | 2000                 |                      |
| Počet obyvatel       | 361                  | 1730                 | 2139                 | 2133                 | 2397                 | 2567                 | 2784                 | 2410                 | 2369                 | 2417                 |                      |

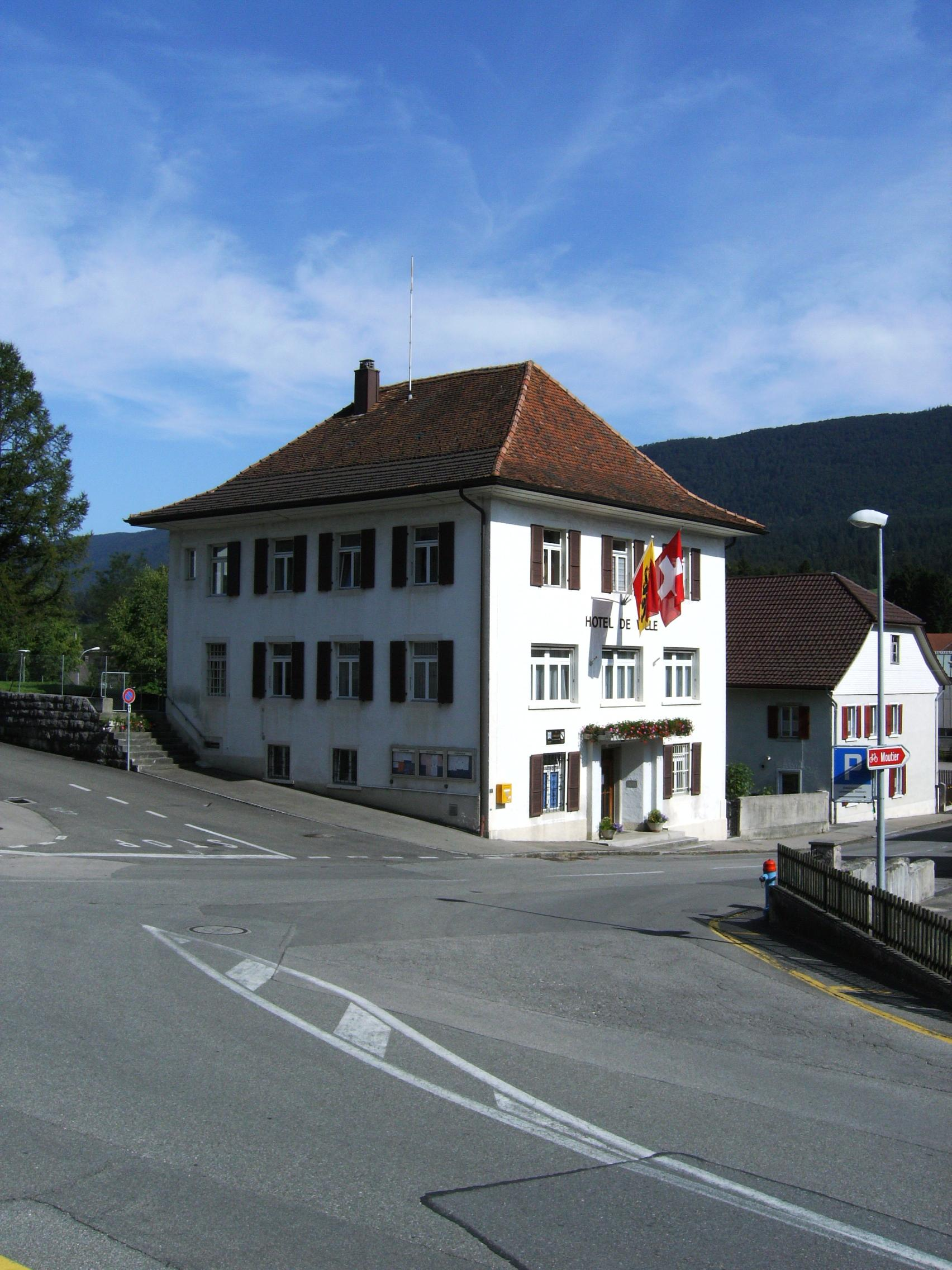
Budova bývalé radnice

Z celkového počtu obyvatel je 82,7 % francouzsky mluvících, 6,9 % německy a 3,0 % italsky mluvících (údaj z roku 2000). Počet obyvatel Reconvilier se výrazně zvýšil zejména ve druhé polovině 19. století. Po dosažení nejvyššího počtu kolem roku 1970 byl v následujícím desetiletí v důsledku hospodářské krize zaznamenán pokles o 13 %. Od roku 1980 se počet obyvatel pohybuje kolem 2400.

## Hospodářství

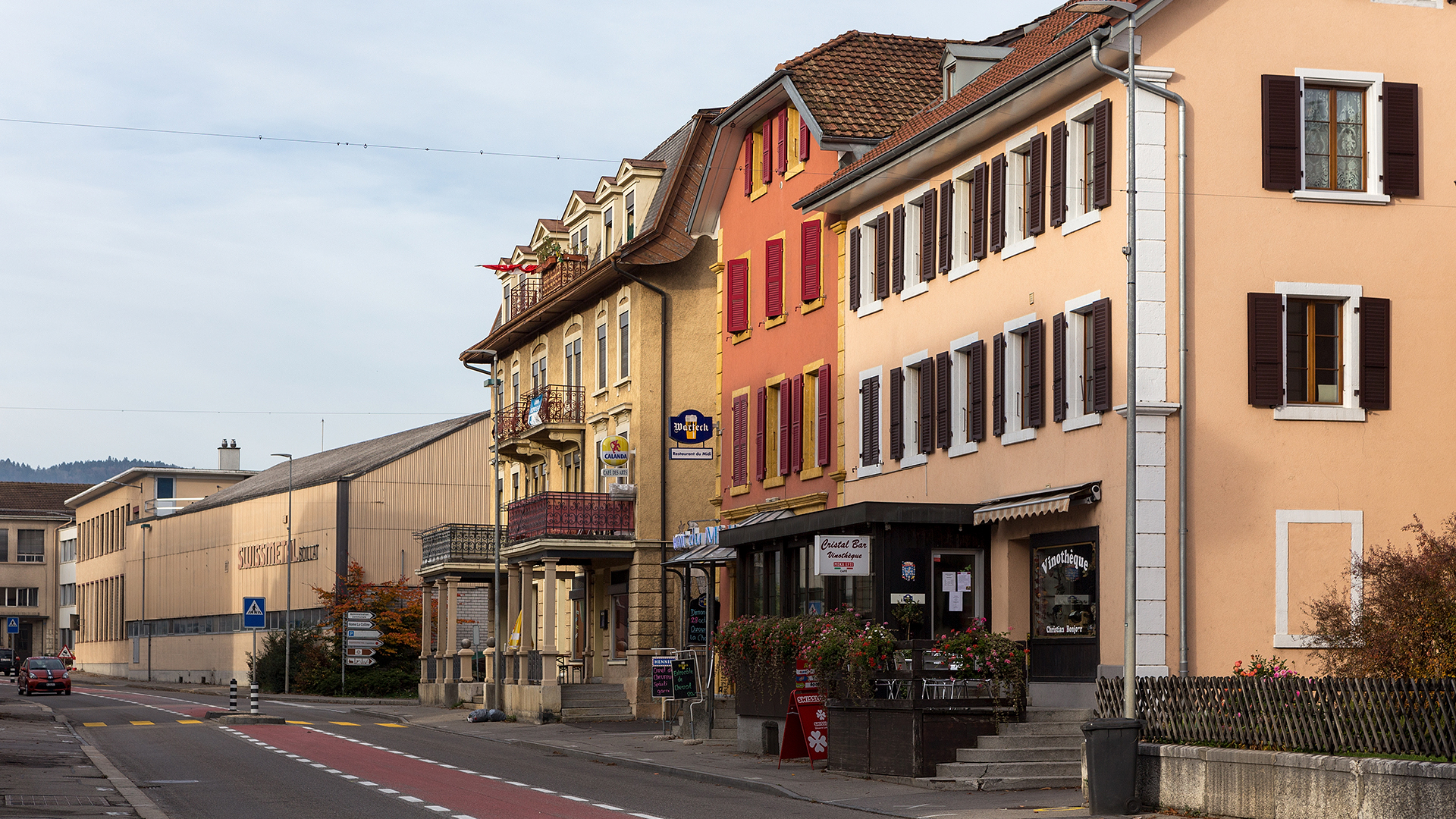
Centrum obce

Zhruba do poloviny 19. století byl Reconvilier zemědělskou obcí, poté se rychle vyvinul v průmyslovou obec. Dnes v zemědělství stále pracují pouze 3 % pracovní síly. S industrializací se v obci usadily továrny na stroje a hodinky. Důležitou roli hraje od roku 1855 slévárna Boillat, která dnes patří do skupiny Baoshida Swissmetal vyrábějící neželezné kovy a poskytuje přibližně 400 pracovních míst. V únoru 2006 se Reconvilier stal centrem na švýcarské poměry mimořádně ostrého sporu mezi obyvateli a majiteli podniku kvůli plánovanému uzavření slévárny.
První pondělí v září se v Reconvilier koná významný zemědělský trh Foire de Chaindon.

## Doprava
Obec má dobré dopravní spojení. Nachází se na frekventované hlavní silnici z Delémontu do Tavannes. Dálnice A16 byla otevřena 3. dubna 2017. Spojuje švýcarskou a francouzskou dálniční síť. Dne 16. prosince 1876 byla slavnostně otevřena železniční trať z Courtu do Tavannes se stanicí v Reconvilier. Obec je také obsluhována autobusovou linkou z Tavannes přes Bellelay do Lajoux a Les Genevez.